# Mongoloraphidia caelebs
Mongoloraphidia caelebs är en halssländeart som beskrevs av H. Aspöck et al. 1985. Mongoloraphidia caelebs ingår i släktet Mongoloraphidia och familjen ormhalssländor. Inga underarter finns listade i Catalogue of Life.